# Каройи
Каройи (в прежней транскрипции — Карольи; венг. Károlyi de Nagykároly) — один из старейших дворянских родов Венгерского королевства. По документам известен с начала XIII века. 
Родовой замок Каройи — в городе Карей в Парциуме (современная территория Румынии). Графы Каройи владели и другими поместьями в этой области, как, например, Ардудом.
Графское достоинство получил от австрийского императора в 1712 году Шандор Каройи, один из ближайших соратников  Ракоци во время поднятого им против Австрии восстания, в 1712 году, без согласия Ракоци, заключивший с австрийцами Сатмарский мир. В дальнейшем Шандор Каройи состоял на австрийской службе, подавил несколько более мелких антиавстрийских восстаний и в 1741 году получил от императрицы Марии-Терезии чин фельдмаршала.
Граф Алоиз Каройи (1825—1889) был австрийским посланником в Берлине, в 1866 участвовал в мирных переговорах в Никольсбурге, был вторым австрийским уполномоченным на Берлинском конгрессе, позже послом в Лондоне.
Известными представителями рода в XX веке были Михай Каройи, премьер-министр и президент Венгрии в 1918—1919 годах, а также Дьюла Каройи, премьер-министр Венгрии в 1919 и 1931—32 годах.